# Abala (woreda)
Abala je jedna od 31 worede u regiji Afar u Etiopiji. Predstavlja dio Upravne zone 2, a smještena je na podnožju istočne strmine Etiopske visoravni. Graniči na jugu s Megaleom, na zapadu s regijom Tigraj, na sjeveru Berahleom, na sjeverozapadu s Afderom, a na istoku s Erebtijem. Glavni grad u Abali je Abala.
Prema podacima objavljenim od Središnje statističke agencije u 2005. godini, ova woreda je imala procijenjenih 34.514 stanovnika, od čega 16.181 muškaraca i 18.333 žena; 4.820 ili 13,97% stanovništva živi u gradu, što je više od prosjeka zone koji iznosi 2,7%. Ne postoje informacije o površini Abale, pa se ne može izračunati gustoća stanovništva.